# Strasbourg International 1996
Die Strasbourg International 1996 im Badminton fanden vom 17. bis zum 19. Mai 1996 in Strasbourg statt. Es war die 20. Auflage dieser Turnierserie. Organisator der Veranstaltung war die Vereinigung CEBA Strasbourg.

## Titelträger
| Disziplin    | Sieger                         |
| ------------ | ------------------------------ |
| Herreneinzel | Peter Espersen                 |
| Dameneinzel  | Kelly Morgan                   |
| Herrendoppel | Anders Hansson Robert Larsson  |
| Damendoppel  | Margit Borg Maria Bengtsson    |
| Mixed        | Lars Pedersen Anne Mette Bille |